# Lian Tran
Lian Tran (* 19. Juli 2002) ist eine niederländische Tennisspielerin und die ältere Schwester von Demi Tran, die ebenfalls professionell Tennis spielt.

## Karriere
Tran, die im Alter von fünf Jahren mit dem Tennissport begann, bevorzugt Hartplätze. Sie spielt hauptsächlich auf Turnieren der ITF Women’s World Tennis Tour, auf der sie bislang einen Titel im Einzel und sechs im Doppel gewinnen konnte.

## Turniersiege

### Einzel
| Nr. | Datum             | Turnier           | Kategorie | Belag     | Finalgegnerin         | Ergebnis |
| --- | ----------------- | ----------------- | --------- | --------- | --------------------- | -------- |
| 1.  | 26. November 2023 | Alcala de Henares | ITF W15   | Hartplatz | Cristina Díaz Adrover | 7:5, 6:0 |

### Doppel
| Nr. | Datum             | Turnier           | Kategorie   | Belag             | Partnerin           | Finalgegnerinnen                | Ergebnis         |
| --- | ----------------- | ----------------- | ----------- | ----------------- | ------------------- | ------------------------------- | ---------------- |
| 1.  | 18. Januar 2020   | Cancún            | ITF $15.000 | Hartplatz         | Justina Mikulskytė  | Victoria Rodríguez Sofia Sewing | 6:2, 4:6, [10:7] |
| 2.  | 2. Oktober 2021   | Kairo             | ITF W15     | Sand              | Jasmijn Gimbrère    | Punnin Kovapitukted Demi Tran   | 6:3, 3:6, [10:5] |
| 3.  | 5. November 2022  | Solarino          | ITF W15     | Teppich           | Leonie Küng         | Giulia Crescenzi Miriana Tona   | 6:2, 6:2         |
| 4.  | 25. November 2023 | Alcala de Henares | ITF W15     | Hartplatz         | Tilwith Di Girolami | Ester Ivaldo Carina Syrtveit    | 6:4, 6:2         |
| 5.  | 27. Oktober 2024  | Loulé             | ITF W35     | Hartplatz (Halle) | Michika Ozeki       | Salma Drugdová Marie Weckerle   | 6:4, 6:2         |
| 6.  | 10. November 2024 | Petingen          | ITF W75     | Hartplatz (Halle) | Alewtina Ibragimowa | Jesika Malečková Miriam Škoch   | 1:6, 6:2, [11:9] |